# К-211 «Петропавловск-Камчатский»
К-211 «Петропавловск-Камчатский» — атомная ракетная подводная лодка (РПКСН) проекта 667БДР «Кальмар», входившая в состав Северного, а затем — Тихоокеанского флота ВС Союза ССР и России.

## История
16 марта 1976 года корабль зачислен в списки кораблей ВМФ Вооружённых Сил Союза как К-211. Заложен на стапелях «Севмаша» в Северодвинске 19 августа 1976 года, заводской номер 394. Крейсер входил в состав 331-й отдельной бригады строящихся и ремонтирующихся подводных лодок Северного флота ВМФ ВС СССР. 23 мая 1981 года К-211, при следовании в базу из полигона боевой подготовки, столкнулась с подводной лодкой, опознанной по фрагментам корпуса, оставшимся в месте столкновения, как американская АПЛ класса «Стёджен». Столкновение произошло по вине командира американской субмарины, опасно маневрирующей в зоне кормовых курсовых углов при скрытном слежении за советским ракетоносцем. В англоязычных источниках единственное столкновение в этот период произошло у британской подводной лодки HMS Sceptre (S104) класса «Суифтшюр».
После этого происшествия К-211 был поставлен в док в посёлке Чалмпушка, где был произведён ремонт горизонтального кормового стабилизатора и замена повреждённого правого винта. В июне 1982 года во время выполнения автономной боевой службы (БС) со вторым экипажем (командир капитан 1-го ранга Ковалёв И. Е.) на РПКСН К-496 из-за конструктивного недостатка парогенераторов типа ПГ-4т, произошла течь первого контура на неотключаемом участке. В октябре — декабре 1982 года РПКСН К-211 (командир капитан 2-го ранга А. А. Берзин, старший похода капитан 1-го ранга В. М. Бусырев) совершил длительное подводное плавание по периметру Северного Ледовитого океана. В сентябре 1982 года находящуюся на боевом дежурстве подводную лодку с проверкой посетил НГШ ВС СССР генерал армии Ахромеев С. Ф.. В сентябре — ноябре 1984 года совершил подлёдный, трансарктический переход по маршруту Оленья Губа — Камчатка — бухта Крашенинникова(командир капитан 1-го ранга Захаров Л. В., старший на борту контр-адмирал Агафонов В. П.), вошел в состав 25-й дивизии ПЛ 2-й флотилии ПЛ ТОФ, город Вилючинск. В 1989—1993 прошёл плановый средний ремонт и модернизацию на ДВЗ «Звезда» (г. Большой Камень, 72 обрСРПЛ ТОФ). В 1996 году совместно с РПКСН К-223 и К-530 произвел групповую стрельбу баллистическими ракетами (БР) по береговой цели.
15 сентября 1998 года корабль получил именное наименование «Петропавловск-Камчатский». Находился в составе 25-й дивизии ПЛ 16-й эскадры ПЛ ТОФ. 7 августа 2007 года АПЛ произвела успешный пуск баллистической ракеты. Головная часть ракеты поразила цель на ракетном полигоне Чижа (в устье реки Чижа), на севере России в расчётное время.
16 ноября 2010 года, в 18:20, лодка вышла в последний путь, убыла в Приморье, на разделку.
В 2013 году находящаяся на отстое в ожидании утилизации лодка участвовала в проведении учений по ликвидации возможного радиационного заражения.
Специалисты госкорпорации «Росатом» к 2019 году выгрузили отработавшее ядерное топливо из реакторов и подготовят к содержанию на плаву подлежащую утилизации атомную подлодку К-211 или «Петропавловск-Камчатский», более 30 лет входившую в состав советского, а затем российского Военно-морского флота. Об этом в пятницу, 3 февраля 2017 года, сообщает РИА Новости. Имя корабля унаследовала новая подводная лодка Б-274, спущенная на воду 28 марта 2019 года.
По данным «Известий», в 2019 году подготавливалась утилизация подводных лодок К-414 «Даниил Московский», К-211 «Петропавловск-Камчатский», К-433 «Святой Георгий Победоносец» и К-223 «Подольск». В 2021 году К-211 находился на утилизации на 30-м судоремонтном заводе в бухте Чажма, город Фокино.

## Командиры
- капитан 1-го ранга Борисов Б. И.
- капитан 1-го ранга Захаров Л. В. 1978—1986 (1 экипаж)[10]
- капитан 1-го ранга Кольцов Н. Д. (1 экипаж)
- капитан 1-го ранга Денисенко В. А. (2 экипаж) 1984 — командир во время трансарктического перехода[11]
- капитан 1-го ранга Скворцов В. Б. 1986—199? (1 экипаж)
- капитан 1-го ранга Ковалёв И. Е. (2 экипаж)
- капитан 1-го ранга Кириллов В А. (2 экипаж)
- капитан 1-го ранга Богданов А. В.
- капитан 1-го ранга Шастун В. А.
- капитан 1-го ранга Лотарев А. П.
- капитан 1-го ранга Слугин О. И.
- Капитан 1-го ранга Кравченко В.
- капитан 1-го ранга Сенько В. К.
- капитан 1-го ранга Серба В. А.
- капитан 1-го ранга Назаров О. В.
- капитан 1-го ранга Даняев Д. В.[11]
- капитан 1-го ранга Дмитриев В. А. 2001[11]
- капитан 1-го ранга Немогущий С. В.
- капитан 2-го ранга Зубков Д. С.

## Галерея

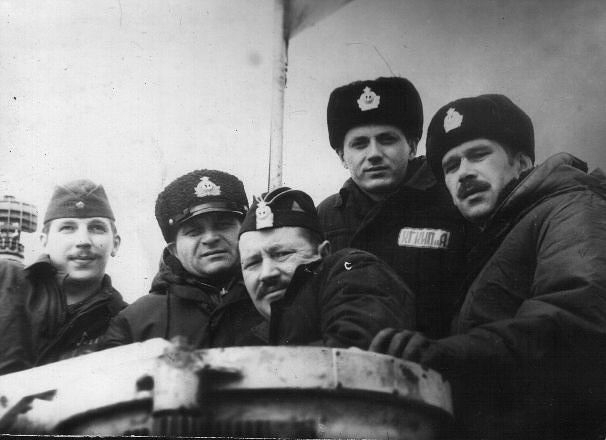
На мостике РПКСН.
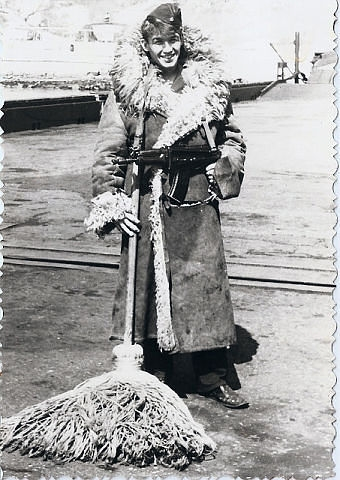
Верхний вахтенный.
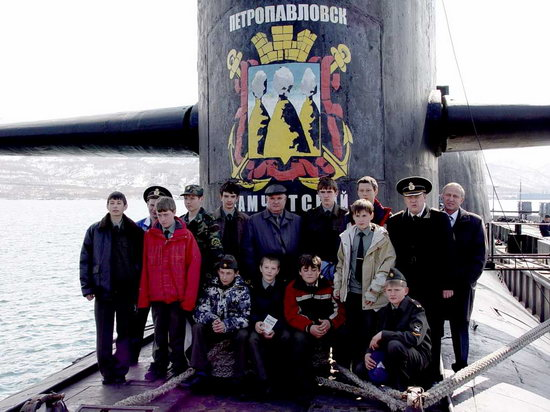
РПКСН К-211.
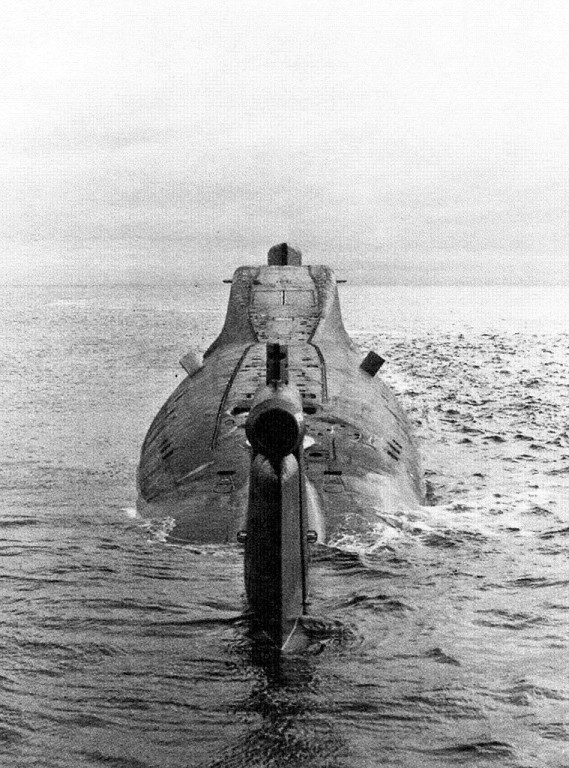
ПЛ К-211, вид с кормы
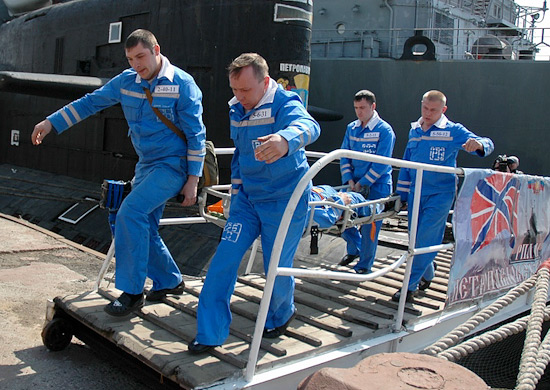
Учения по эвакуации пострадавшего с борта подводной лодки, 2013 год